# Across Language Server
Der Across Language Server ist eine Softwareplattform zur computergestützten Übersetzung, die über zusätzliche Programmmodule zur Projektverwaltung und Terminologiemanagement verfügt.
Die Software wird von dem Unternehmen Across Systems GmbH aus Karlsbad bei Karlsruhe – 2005 als Spin-off der Nero AG gegründet – und Glendale bei Los Angeles entwickelt, hergestellt und vertrieben.

## Technischer Aufbau
Die Software arbeitet ähnlich wie SDL Trados Studio, OmegaT oder MemoQ. Wie bei den Serverlösungen dieser beiden Programme werden auch beim Across Language Server Übersetzungseinheiten und Terminologie-Einträge (je nach Konfiguration des Projekts) in einer lokalen oder in einer zentralen MSSQL-Datenbank gespeichert.

## Editionen und Lizenzen
Neben dem Server, der in verschiedenen Versionen genutzt werden kann, gibt es noch eine Einzelplatzversion namens Across Translator Edition mit lokaler MSSQL-Datenbank. Mit der Across Translator Edition kann eine Anbindung an den Server hergestellt werden. Damit ist sowohl die Bearbeitung lokaler Projekte als auch der Zugriff auf Across-Server möglich.
Die Software des Across Language Server wird unter einer proprietären Lizenz veröffentlicht und ist grundsätzlich kostenpflichtig. Die Einzelplatzversion ist für Freiberufler in der Basic Edition kostenlos. Das „Auschecken“ einer Übersetzung (z. B. Rückumwandlung in ein Microsoft-Word-Dokument) ist mit der Basic-Version jedoch nicht möglich, so dass diese Version für einen einzeln arbeitenden Übersetzer ohne Anbindung an einen Auftraggeber mit Across Language Server ungeeignet ist. Die Premium-Version, mit der Auschecken möglich ist, ist im Monatsabonnement kostenpflichtig.

## Versionshistorie
Der Across Language Server wurde 2009 als Version 5 eingeführt. Seit Juli 2014 ist Across in der Version 6 verfügbar. Die Version 6.3 erschien am 26. November 2015. Die Version 7.0 erschien am 13. Februar 2019. In dieser Version wurde die Anbindung an maschinelle Übersetzungssysteme (z. B. DeepL oder SYSTRAN) eingeführt. Außerdem ließen sich ab Version 7 mehrere Aufgaben innerhalb eines Projektes gleichzeitig öffnen und bearbeiten. Im Mai 2023 wurde die Version 8 veröffentlicht und seitdem gab es mehrere Updates innerhalb der Version. 